# Гвоздецька Олександра Андріївна
Гвозде́цька Олекса́ндра Андрі́ївна (Розмисловська) (* 26 квітня 1879, Київ — † 1969, Бухарест) — українська оперна та опереткова співачка (сопрано).

## Життєпис
Батько був робітником на цукроварні, мати — звичайна українка; прививала любов до народних пісень.
Закінчила Київське музичне училище — на Прорізній, потому далі вчилася, закінчила Київську консерваторію, вдосконалювалася згодом у майстерності в Італії.
Розпочала свою сценічну діяльність 1896 року в Києві у хорі Миколи Лисенка, також виступала в українських музично-драматичних трупах. 1898 року — в Ашхабаді, з українським театром Найди.
Звідти її запрошує в свою українську трупу у Петербурзі режисер Онисим Суслов. В цьому часі — з 1903 по 1909 рік — виступає з Миколою Садовським, Панасом Саксаганським, Леонідом Собіновим, Дмитром Смірновим.
Протягом 1901—1902 років зійснила грамофонні записи в Петербурзі, фірми «Граммофон», «Зонофон», «Пате». Серед записів — арії з опери «Запорожец за Лунаєм», українські народні пісні «Віють вітри», «Нащо мені чорні брови», «Ой не світи, місяченьку», «Ой під вишнею», «Стоїть гора високая».
В 1909—1914 роках виступає у Маріїнському театрі Петербурга. 1911 гастролює у Монте-Карло з Шаляпіним, 1912 — в міланській опері Ла-Скала.
З 1914 року покидає Російську імперію; гастролює на теренах Австро-Угорщини — в Ужгороді, Мукачеві та Пряшеві; Італії та Румунії.
У італійській опері вдосконалювала свою майстерність у маестро Гвідо де Джорджіо та Фернандо де Лючія.
Виконувала партії:
- Катаріна — «Анджело» Ц. Кюі,
- Лізи — «Винова краля» Чайковського,
- Ксенія та Марина Мнішек — «Борис Годунов» М. Мусоргського,
- Оксани, Одарки — «Запорожець за Дунаєм» Гулака-Артемовського,
- Тетяна — «Євгеній Онєгін» Чайковського,
- Наталки — «Наталка Полтавка» Лисенка,
- Горислава — «Руслан і Людмила» М. Глінки,
- Купава — «Снігуронька» М. Римського-Корсакова,
- Емма та Сусанна — «Хованщина» Мусоргського.

Партнерами по виступах були Микола Большаков, Антон Боначич, Гуальтьєр Боссе, Євгенія Збруєва, Марія Коваленко, Єлизавета Петренко, Йоаким Тартаков.
Виступала під керівництвом, зокрема, Альберта Коутса.
Також співала твори українських композиторів, зачаровувала слухачів Європи українськими народними піснями.
Була в товариських стосунках з Іваном Карпенком-Карим та Антоном Чеховим.
В Румунії у Кишинівській консерваторії викладала вокальне мистецтво, та інколи співала в Бухарестській опері.